# Liste de journaux au Nicaragua
Cette page présente les journaux nicaraguyens.

## Principaux journaux
| Publication       | Circulation (2014) | Propriétaire (2014)            | Fréquence de parution | Langue   |
| ----------------- | ------------------ | ------------------------------ | --------------------- | -------- |
| Bolsa de Noticias | 3 500              | Grupo Emigdio Suárez Ediciones | Quotidien             | Espagnol |
| El Nuevo Diario   | 46 000             | El Nuevo Diario                | Quotidien             | Espagnol |
| La Prensa         | 42 600             | Editora La Prensa SA           | Quotidien             | Espagnol |

## Autres journaux
- El 19 (Managua, quotidien, en ligne)
- 7 Días (Managua, bihebdomadaire)
- Confidencial (Managua, quotidien, en ligne)
- La Jornada (Managua, quotidien, en ligne)
- El Mercurio (Managua, hebdomadaire)
- Metro (Managua, quotidien)
- Notifax (Managua, newsletter, quotidien)
- Períodico HOY (Managua, quotidien)
- La Trinchera de la Noticia (Managua, newsletter, du lundi au vendredi)
- Trinchera

## Plus en circulation
- Barricada (FSLN) (Managua)
- La Brújula Semanal (Managua, hebdomadaire)
- La Crónica (Managua)
- La Noticia (Managua)
- Novedades (Managua)
- El Semanario (Managua)
- Tiempos del Mundo  (Managua)
- La Tribuna (Managua)